# مونكل
مونكل هي بلدة ريفية موريتانية تقع في مقاطعة مونكل في منطقة كوركول الواقعة في جنوب موريتانيا.

## الموقع
تقع بلدة مونكل في مقاطعة مونكل الواقعة في شمال منطقة كوركول في موريتانيا، وتبلغ مساحتها119.5 كيلومتر مربع، ويحدها من جهة الشمال والشرق بلدية بطحت ميت، ويحدها من جهة الشمال الغربي بلدية جلوار، بينما يحدها من جهة الجنوب والغرب بلدية أزكليم التياب.

## السكان
شهدت بلدة مونكل نموًّا سكانيًّا ملحوظًا خلال القرن الحادي والعشرين، حيث ارتفع عدد سكان البلدة من 4895 نسمة في عام 2000، إلى 6010 نسمة في عام 2013 بمُعدل نمو سنوي بلغ 1.7٪ على مدى 13 عامًا، وهي بذلك تُعتبر أقل بلديات المقاطعة من حيث عدد من السكان، وثاني أقلّ بلديات المقاطعة من حيث الكثافة السكانية (50 نسمة/كم مربع) بعد بلدة بكل مُباشرةً.

## التاريخ
تأسست بلدة مونكل بموجب المرسوم الصادر في 20 أكتوبر عام 1987 بشأن تأسيس البلديات الموريتانية.

## الإدارة
يشغل السيد باب أحمد ولد أعل ولد إبراهيم  في الوقت الحالي منصب عمدة بلدية مونكل بدءًا من عام 2023 وحتى الآن. ويوضح الجدول التالي أسماء عدد من الأشخاص الذين شغلوا منصب عمدة بلدة مونكل:

### قائمة حكام البلدة
| اسم العمدة                   | تاريخ تولي المنصب | تاريخ ترك المنصب           |
| ---------------------------- | ----------------- | -------------------------- |
| بابا أحمد                    | 2013              | 2018                       |
| باب أحمد ولد أعل ولد إبراهيم | 2023              | لا يزال في المنصب حتى الآن |

## الاقتصاد
تُشكل الزراعة النشاط الاقتصادي الرئيسي لسكان بلدة مونكل مثلهم في ذلك مثل سكان جميع البلدات الموريتانية الموجودة في المنطقة تقريبًا. ومع ذلك فلا يزال اقتصاد البلدة متواضعًا وهش بسبب ما يواجهه من عقبات تُعرقل محاولات تنميته، ولا سيما الظروف المناخية أو قلة الإمكانيات المتوفرة للمزارعين. وفي سبيل للتغلب على هذه المعوقات، قامت الحكومة الموريتانية بالتعاون مع المنظمات غير الحكومية المختلفة لتمويل عدد من المشاريع التي تُساعد على تحسين الظروف المعيشية لسكان البلدة، كما عملت على تطوير أنشطة أخرى بالبلدة مثل التجارة أو الثروة الحيوانية.